# 维莱讷苏布瓦
维莱讷苏布瓦（法語：Villaines-sous-Bois，法語發音：[vilɛn su bwa] ⓘ）是法国法蘭西島大區瓦兹河谷省的一个市镇，位于该省东部，属于萨塞勒区。

## 地理
维莱讷苏布瓦（49°4'37"N, 2°21'28"E）面积1.89 平方千米，位于法国法蘭西島大區瓦兹河谷省，该省份为法国北部内陆省份，北起瓦兹省，西接厄尔省，南至塞纳-圣但尼省、上塞纳省和伊夫林省，东临塞纳-马恩省。
与维莱讷苏布瓦接壤的市镇（或旧市镇、城区）包括：法兰西地区贝卢瓦、阿坦维尔、马夫利耶、圣马丹迪泰特尔、维利耶勒塞克。

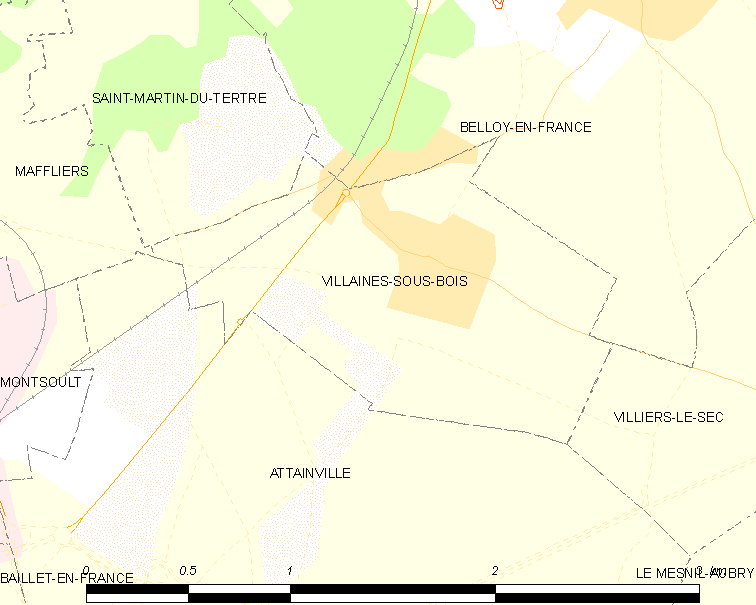
维莱讷苏布瓦的OSM定位图

维莱讷苏布瓦的时区为UTC+01:00、UTC+02:00（夏令时）。

## 行政
维莱讷苏布瓦的邮政编码为95570，INSEE市镇编码为95660。

## 政治
维莱讷苏布瓦所属的省级选区为福斯县。

## 人口

1962-2008年间维莱讷苏布瓦人口变化图示

维莱讷苏布瓦于2022年1月1日时的人口数量为776人。